# Ozmánbük
Ozmánbük is een plaats (község) en gemeente in het Hongaarse comitaat Zala. Ozmánbük telt 225 inwoners (2001).